# Аконіт опушеноплодий
Аконіт опушеноплодий (Aconitum lasiocarpum (Rchb.) Gáyer) — багаторічна трав'яниста рослина роду тоя родини жовтецевих. Поширений переважно у Східних Карпатах. Занесено до Червоної книги України.

## Морфологічна характеристика
Геофіт. Багаторічна трав'яна рослина, до 2 м заввишки. Характерна наявність столоноподібних кореневищ, які формуються в пазухах недорозвинених листків. Листки пальчасторозсічені, з довгастоклиноподібними сегментами. Суцвіття розгалужене. Шолом куполоподібний, 20-25 мм завдовжки, 17-19 мм завширшки. Оцвітина блакитна або фіолетова, зовні густо залозисто опушена. Тичинки не опушені або злегка опушені. Плодолистики густо залозисто опушені. Від інших видів відрізняється розмірами та формою шолому, кількістю і типом опушення плодолистиків, а також характером опушення квітконіжок, приквіточок і пелюсток. Цвіте в липні-вересні. Розмножується насінням та вегетативно.

## Ареал виду та його поширення в Україні
Поширений переважно у Східних Карпатах, окремі ізольовані локалітети відмічені в Західних Карпатах (Татрах) та Південних Карпатах (околиці м. Брашова в Румунії).
В Україні зростає в Бескидах, на Чорногорі, в Ґорґанах та на гірському масиві Свидовець-Негровець. На Подільській височині окремі ізольовані локалітети у Медоборах та на Вороняках. На Малому Поліссі єдине місцезнаходження в окол. с. Кліпець в Дубнівському районі Рівненської області.

## Загрози та охорона
Причини зміни чисельності: осушувальні меліораційні зміни гідрологічного режиму місцезростань, суцільні та вибіркові вирубки лісів.
Занесено до Червоної книги України. Охороняють в заказнику «Заплава річки Іква» (Рівненська область). Необхідно створити заказники в місцезнаходженнях виду. Заборонено проведення осушувальної меліорації, збирання рослин та рубок лісу в місцях зростання.